# Павич, Милорад
Ми́лорад Па́вич (серб. Милорад Павић; 15 октября 1929, Белград — 30 ноября 2009, там же) — югославский и сербский поэт, прозаик, представитель постмодернизма и магического реализма, переводчик и историк сербской литературы XVII—XIX вв. Специалист по сербскому барокко и поэзии символизма.

## Биография
Родился в Белграде, по собственным словам, «…на берегах одной из четырёх райских рек, в 8:30 утра в семье скульптора и преподавательницы философии…». Среди предков писателя и до него были литераторы — в 1766 году один из рода Павичей, Эмерик Павич, опубликовал сборник стихотворений, а дядя, Никола Павич, был известным писателем середины XX века.
В 1949—1953 годах учился на философском факультете университета Белграда. В 1966 году получил степень доктора философии в области истории литературы в Загребском университете, диссертация посвящена творчеству Воислава Илича в европейском литературном контексте.
Перед тем как полностью посвятить себя литературному творчеству, М. Павич некоторое время преподавал в различных университетах (в парижской Сорбонне, в Вене, Фрайбурге, Регенсбурге и Белграде). Был наставником сербского писателя и литературоведа Савы Дамянова. Его первый поэтический сборник («Палимпсести») был издан в 1967 году. В 1971 году был опубликован следующий стихотворный сборник «Лунный камень» («Месечев камен»).
Кроме того, М. Павич работал в газетах, писал критические работы, монографии по истории древней сербской литературы и поэзии символизма, переводил стихи с европейских языков.
Известность принёс роман «Хазарский словарь» (1984 год), ставший бестселлером. За этот роман Павич был награждён премией журнала НИН.
Павич владел русским, немецким, французским, несколькими древними языками, переводил Пушкина и Байрона на сербский язык. Член «Société Européenne de Culture», член сербского ПЕН-клуба.
Был женат на Ясмине Михайлович (сербская писательница, литературовед и литературный критик). Имел двух детей, сына Ивана и дочь Елену.
Скончался 30 ноября 2009 года в Белграде на 81-м году жизни от инфаркта миокарда и был похоронен 3 декабря на Новом кладбище.

## Литературное творчество
Милорад Павич стал известным благодаря своему необычному стилю и форме повествования. Соединяя увлекательность рассказа, он в то же время создаёт интеллектуальную прозу, наполненную знаниями истории, богословия, фольклора и литературы, что не характеризует его произведения как массовую литературу. Он также сделал читателя соавтором своих произведений, введя в роман разные способы чтения.
Поэзия Павича была переведена на английский язык и вошла в состав антологии «Современная югославская поэзия».
Для прозы М. Павича характерны мастерство форм, лёгкость языка, блестящие метафоры, внимание к философским проблемам. Многие из его произведений («Хазарский словарь», «Внутренняя сторона ветра», «Пейзаж, нарисованный чаем» и др.) написаны в форме нелинейной прозы. По словам Ясмины Михайлович, эти романы и сборники рассказов лучше всего воспринимать в форме гипертекста.
Первым романом писателя, который получил известность в мире и был переведён на 20 языков, стал «Хазарский словарь» (1984). Написанный в форме словаря, структура которого написана таким образом, чтобы полное произведение можно начать с любого места книги. Этот роман рассказывает о полумистическом племени хазар. Их предводитель приглашает христианина, еврея и мусульманина, чтобы они объяснили ему его мистический сон. Его племя обратится в религию того, кто истолкует его сон наилучшим образом. Толковальщики готовят свои три версии сна, которые станут частью этого романа. Читатели назвали «Хазарский словарь» «манускриптом, в котором зашифрована Вселенная».
Другой роман писателя «Пейзаж, нарисованный чаем» (1988), написанный в форме кроссворда, который можно читать как по горизонтали, так и по вертикали. Роман рассказывает об архитекторе, который, путешествуя из Белграда в Грецию, пытается найти следы своего отца, пропавшего без вести во время Второй мировой войны. Тематика этого романа — это время, душа человека, любовь, ненависть, ревность и смерть.
Павич также является автором других романов «Внутренняя сторона ветра», «Последняя любовь в Константинополе», которые отличаются высокой степенью воображения и разрушают традиционные представления о прозе.
Роман «Внутренняя сторона ветра» (1991) — это новаторский роман-клепсидра. То есть роман можно дочитать до середины, а затем начать читать с другого конца. Роман также богат на символы, метафоры и другие художественные образы.
Роман-гадание «Последняя любовь в Константинополе», состоящий из 22 глав, каждая из которых носит имя одной из карты Таро. Таким образом, последовательность глав зависит от выбора читателя, а судьбы героев зависят от выбора глав.
Ещё один экспериментальный роман Павича «Ящик для письменных принадлежностей» (1999) имеет два финала. Первый можно прочесть в книге, а другой только в интернете по указанному на странице электронному адресу. Можно также совмещать электронную и бумажную версию.
Роман-астрологический справочник «Звёздная мантия» (2000), в котором Павич дал характеристику всем знакам зодиака, повествует о различных эпохах, реальностях и судьбах, и описывает загадочные предыдущие жизни.
В детективном романе «Уникальный роман» (2004) автор полностью даёт возможность читателю стать соавтором романа, оставляя пустые страницы для написания собственной версии, или выбрав один из ста возможных финалов.
Он также был автором нескольких пьес: «Вечность и ещё один день» (1993), «Кровать для троих» (2002) и «Стеклянная улитка» (2002).

## Признание и память
- Книги Милорада Павича переведены на 30 языков, включая русский, английский, французский, китайский, японский, корейский и иврит.
- В 1991 году избран в состав Сербской академии наук и искусств.
- В 2004 году был номинирован на Нобелевскую премию по литературе. Не получил её, уступив при голосовании Эльфриде Елинек.
- Премия «Петрополь» (2003).

## Произведения Павича в других видах искусства
Экранизации
- «Красная королева» (серб. Црвена краљица), режиссёр Мирослав Меджимурец, 1981
- «Византийская синя» (серб. Византијско плаво), режиссёр Драган Маринкович, 1993
- «Стеклянная лампа», режиссёр Николай Чепурышкин, 2009
- «Юсуф Масуди. Ловец снов», режиссёр Екатерина Белобородова, 2014

Комиксы
- «Третий аргумент» (серб. Трећи аргумент), сценарист Зоран Стефанович, художник Зоран Туцич, 1995

Музыка
- «Хазарский словарь» послужил мотивом для написания российским композитором Владиславой Малаховской одноимённого концерта для арфы, гобоя и струнного оркестра.
- «Долгое ночное плавание», рассказ из сборника «Вывернутая перчатка», послужил основой для песни «Ай, волна» российской фолк-рок группы Мельница[9].

Другое
- «Хазарский словарь» вдохновил Нила Кришнасвами на создание форумной ролевой игры Лексикон.